# قلعه دراز
بقایای قلعه دراز مربوط به دوره ساسانیان - سده‌های اولیه دوران‌های تاریخی پس از اسلام است و در شهرستان جویم، بخش جویم، دهستان جویم، ۳ کیلومتری جنوب شرق روستای منصورآباد واقع شده و این اثر در تاریخ ۱۸ شهریور ۱۳۸۷ با شمارهٔ ثبت ۲۳۴۵۳ به‌عنوان یکی از آثار ملی ایران به ثبت رسیده است.